# Simon Benetton
Alessandro Benetton detto Simon (Treviso, 24 ottobre 1933 – Treviso, 14 ottobre 2016) è stato uno scultore, pittore e poeta italiano.

## Biografia

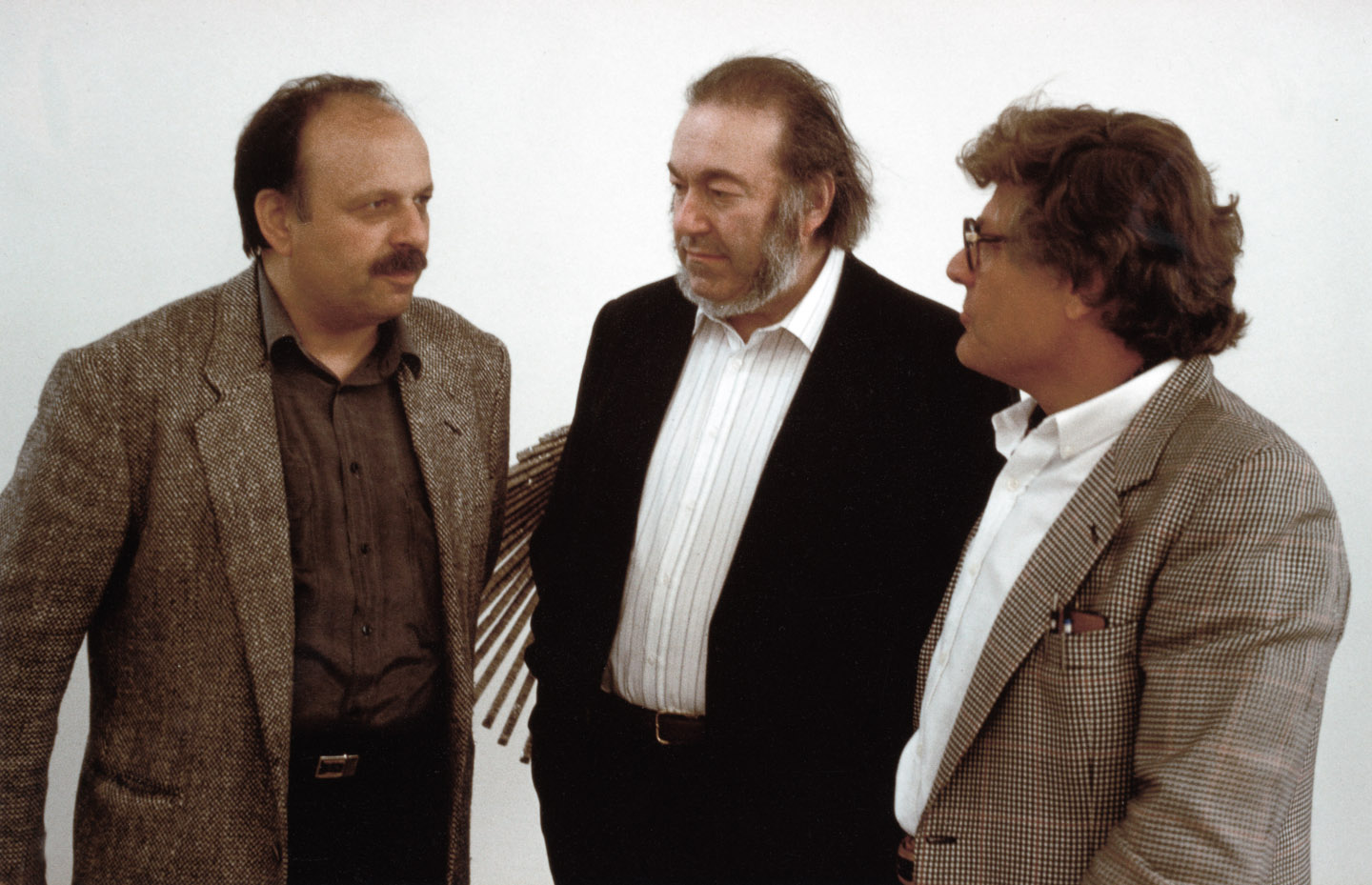
Simon Benetton, a destra, con Gastone Cecconello, a sinistra, e Mario Pistono, al centro, nel 1983

Figlio dello scultore Toni Benetton, iniziò la sua carriera frequentando l'Accademia di belle arti di Venezia per poi abbandonare gli studi e continuare autonomamente la sua attività. 
Nel 1970 prese parte alla XXXVª Biennale di Venezia con due opere esposte nel Padiglione di Arti decorative. Lo stesso anno la Fondazione Bevilacqua La Masa gli dedicò una mostra personale.
Nel 1991 fu invitato alla XXIª Biennale di San Paolo in Brasile. Nel 1994 ricevette il XXXIVº Premio Suzzara con l'opera Tracce della Memoria. 
È stato docente di scultura all'Accademia di belle arti di Macerata.

## Opere (elenco parziale)
- Evento Puntuale - Lemgo, Germania

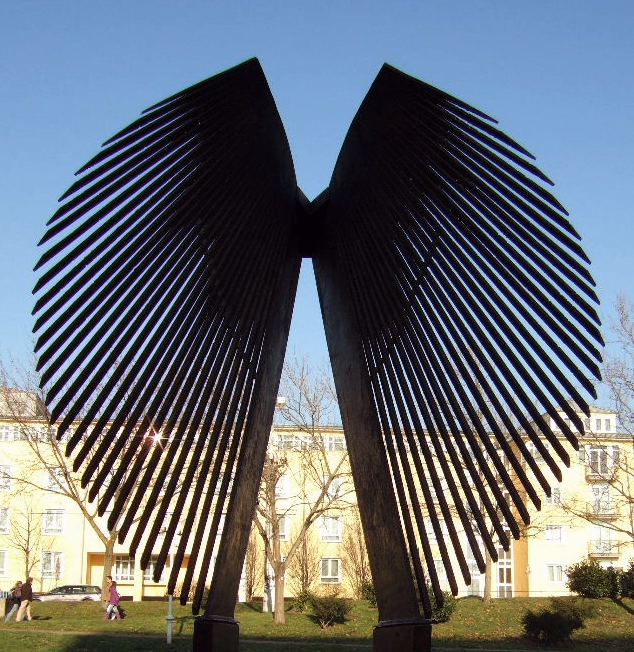
La scultura Icaro a Bonn

- Senza titolo - Museo d'arte moderna Mario Rimoldi, Cortina d'Ampezzo, Italia
- Sillogismo 1973, Udine, Italia
- Scultura in ferro n.12 - 1973, Galleria internazionale d'arte moderna, Venezia, Italia
- Percezione - 1976, MAMbo, Bologna, Italia
- Volontà evolutiva - 1977, Galleria d'arte moderna Aroldo Bonzagni, Cento, Italia
- Profili - 1978,  Museo d'arte contemporanea dell'Università di San Paolo, San Paolo, Brasile
- Estensione - 1981, Victoria and Albert Museum, Londra, Regno Unito
- Nike - 1983, Museum of Art Fort Lauderdale, Fort Lauderdale, STati Uniti
- Punto d'Incontro - 1984, Metal Museum, Memphis, Stati Uniti
- Omaggio metafiscio - 1985, Museo d'Arte Medievale e Moderna, Padova
- Evento - 1985 (?), Raccolta Lercaro, Bologna, Italia
- Composizione allegorica - 1985 (?), Raccolta Lercaro, Bologna, Italia
- Correlazione - 1986, Museo d'arte moderna e contemporanea dell'Alto Mantovano, Gazoldo degli Ippoliti, Italia
- I due movimenti - 1992, Museo d'arte moderna e contemporanea dell'Alto Mantovano, Gazoldo degli Ippoliti, Italia
- Icaro - 1993, Bonn, Germania
- Entità evolutiva - 1994, Museo d'arte moderna e contemporanea dell'Alto Mantovano, Gazoldo degli Ippoliti, Italia
- Tracce della memoria - 1994, Galleria del Premio Suzzara, Suzzara, Italia
- Volonta’ di credere, monumento a Giovanni Caboto - 1995, Toronto, Canada
- Armonie - 1998, Francavilla Fontana, Italia
- Allegoria della morte del soldato - 2002, Quarto d'Altino, Italia
- Volontà di Credere, 2016, Monumento e simbolo della città di Valdobbiadene, Italia

## Riconoscimenti
- 1992 - Premio Altino
- 1994 - XXXIVº Premio Suzzara
- 1998 - Paul Harris Fellow, Rotary International
- 2001 - "Premio Treviso" per la cultura, camera di commercio Industria ed Artigianato
- 2001 - XXIIº Premio Internazionale Fontane di Roma.